# Peromyia sphaerica
Peromyia sphaerica är en tvåvingeart som beskrevs av Berest 1991. Peromyia sphaerica ingår i släktet Peromyia och familjen gallmyggor.
Artens utbredningsområde är Ukraina. Inga underarter finns listade i Catalogue of Life.